# Moneta
För andra betydelser, se Moneta (olika betydelser).
Moneta, (latin för "mynt") är ett av gudinnan Junos tillnamn i romersk mytologi Namnet är en översättning av namnet på grekernas gudinna Mnemosyne, och Moneta sågs även ibland som en separat gudinna.
Inom Juno Monetas, rådgiverskan, tempelområde på Capitolium i Rom låg den romerska myntverkstaden varvid gudinnans namn efter hand överflyttades, dels på denna verkstad, dels på myntet självt. Härifrån härstammar bland annat ordet monetär.